# Mussmygar
Mussmygar (Crateroscelis) är ett fågelsläkte i familjen taggnäbbar inom ordningen tättingar. Släktet omfattar tre arter som alla förekommer på Nya Guinea:
- Rostmussmyg (C. murina)
- Kastanjebusksmyg (C. nigrorufa)
- Bergmussmyg (C. robusta)

DNA-studier visar att arterna i släktet inte är varandras närmaste släktingar, där kastanjebusksmyg (Crateroscelis nigrorufa) är en del av Sericornis och de övriga två står mycket nära Origma. Detta har ännu inte lett till några taxonomiska förändringar, annat än ett nytt tilldelat svenskt trivialnamn.